# Вереснева вулиця (Київ)
Вересне́ва ву́лиця — вулиця в Дарницькому районі міста Києва, місцевість Нова Дарниця. Пролягає від Зрошувальної вулиці до Тростянецької вулиці.
Прилучаються залізниця (пішохідний перехід), вулиці Приколійна, Бориспільська, Новодарницька, Юрія Литвинського, Юрія Шевельова і Волго-Донська.

## Історія
Вулиця прокладена на початку XX сторіччя на східній околиці селища Нова Дарниця. На плані Дарниці 1909 року фігурує під назвою Василівська.
У 1930-х роках — вулиця П'ятакова, на честь українського революціонера-більшовика Леоніда П'ятакова.
З 1938 року — вулиця Червоної Гвардії (або Червоногвардійська вулиця).
На мапі 1943 року складається з двох частин: Маріїнської вулиці (від Приколійної вулиці до Бориспільського шосе) та вулиці Червоної Гвардії (до сучасної вулиці Юрія Шевельова). Згодом мала назву (5-та) Лісна.
Сучасна назва — з 1955 року.

## Світлини

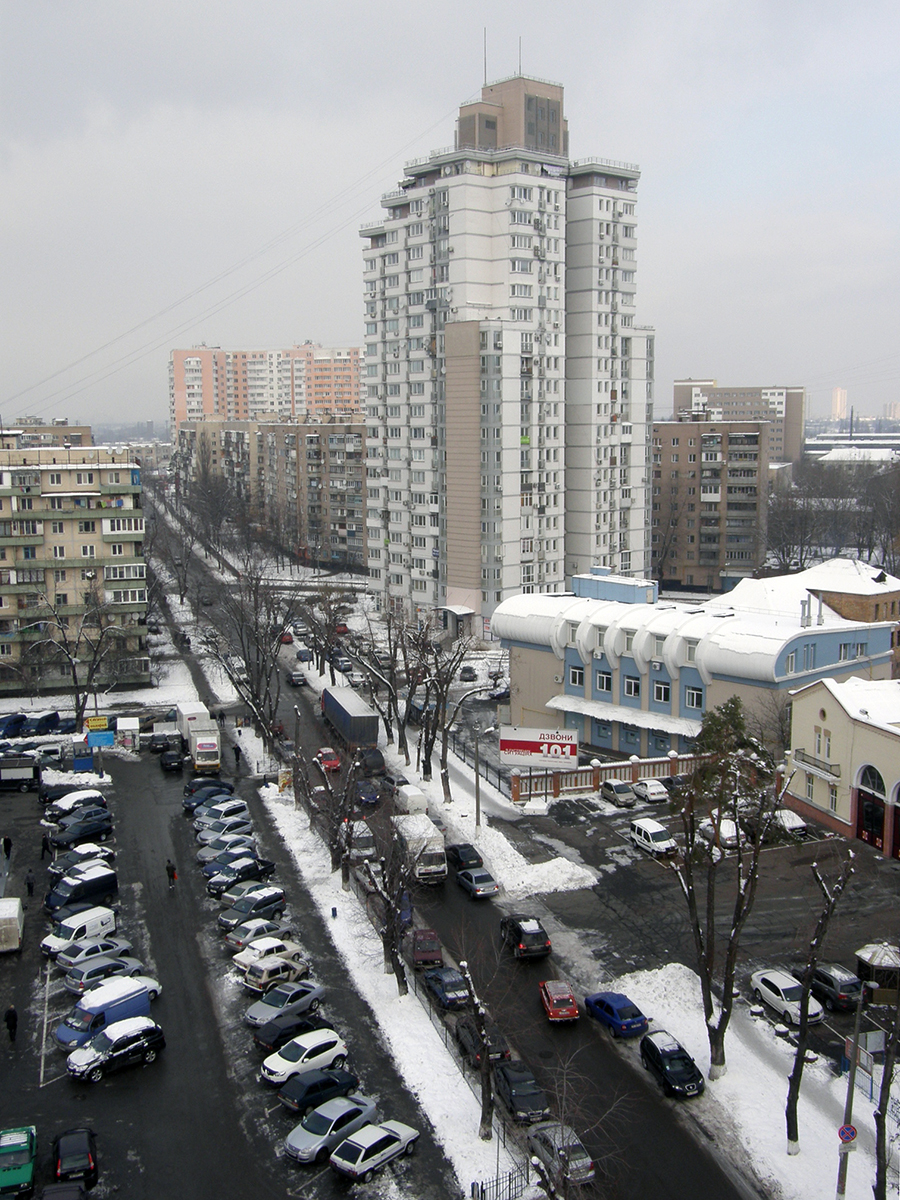
від вул. Волго-Донської до початку
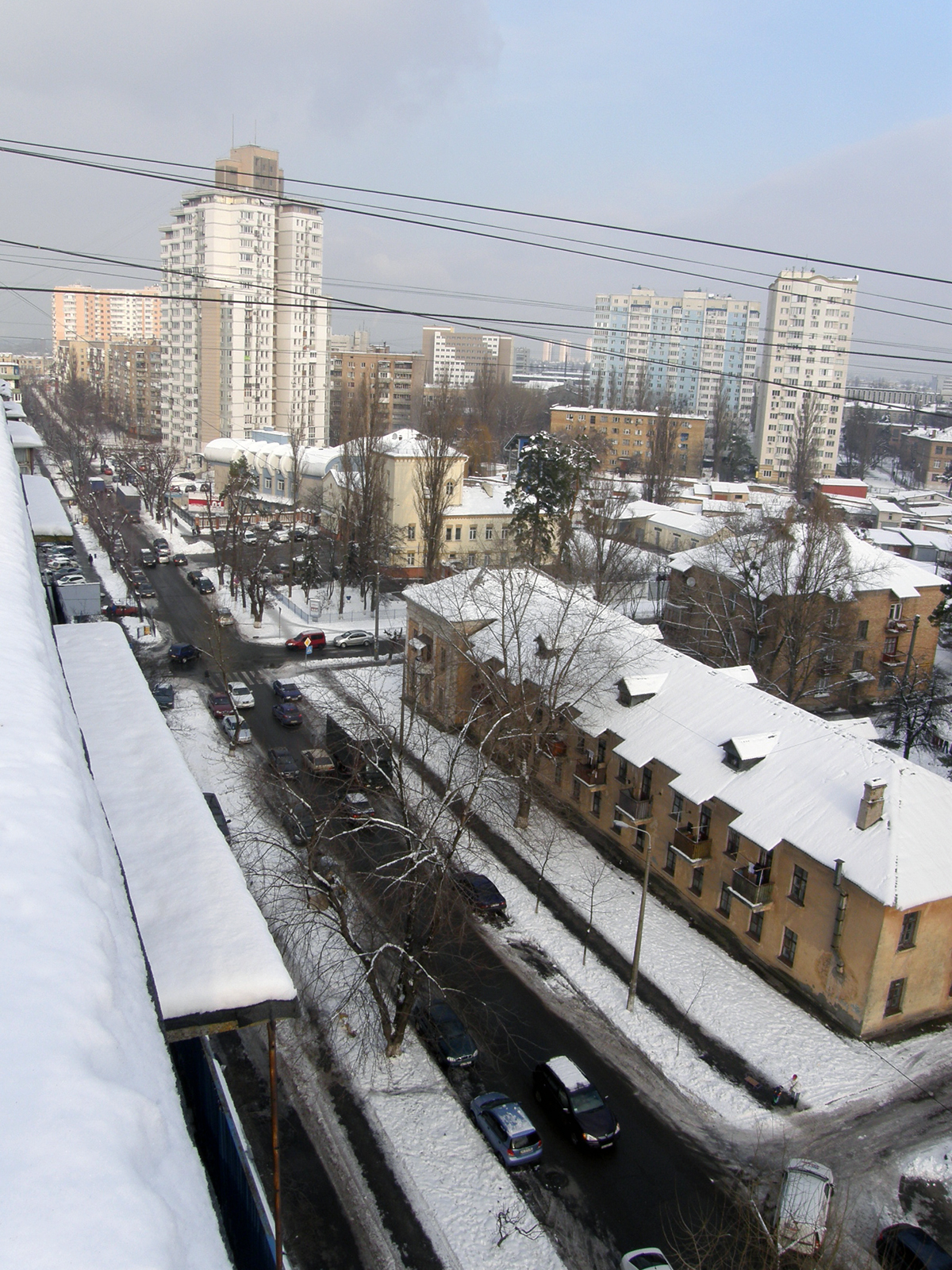
від кінця до вул. Волго-Донської